# Medaglia di Plevna
La medaglia di Plevna fu una medaglia militare conferita dal sultano Abdul Hamid II ai soldati dell'Impero ottomano che presero parte all'assedio di Plevna dal 7 luglio al 28 novembre 1877, nell'ambito della guerra russo-turca (1877-1878).

## Insegne
- La  medaglia consisteva in un disco d'argento riportante sul diritto una corona d'alloro all'interno della quale si trovava il tughra del sultano ottomano e la data 1294 (1877 dell'era cristiana). Sul retro si trovava una stella raggiante centrale, attorniata da trofei militari e da due cannoni, il tutto sopra una mezzaluna con all'interno l'inscrizione relativa al conflitto.
- Il nastro era rosso con una striscia verde per parte.